# Mount Malville
Mount Malville är ett berg i Antarktis. Det ligger i Västantarktis. Argentina och Storbritannien gör anspråk på området. Toppen på Mount Malville är 1 030 meter över havet.
Terrängen runt Mount Malville är kuperad västerut, men österut är den platt. Trakten är obefolkad. Det finns inga samhällen i närheten.